# Conseil national des villes et villages fleuris

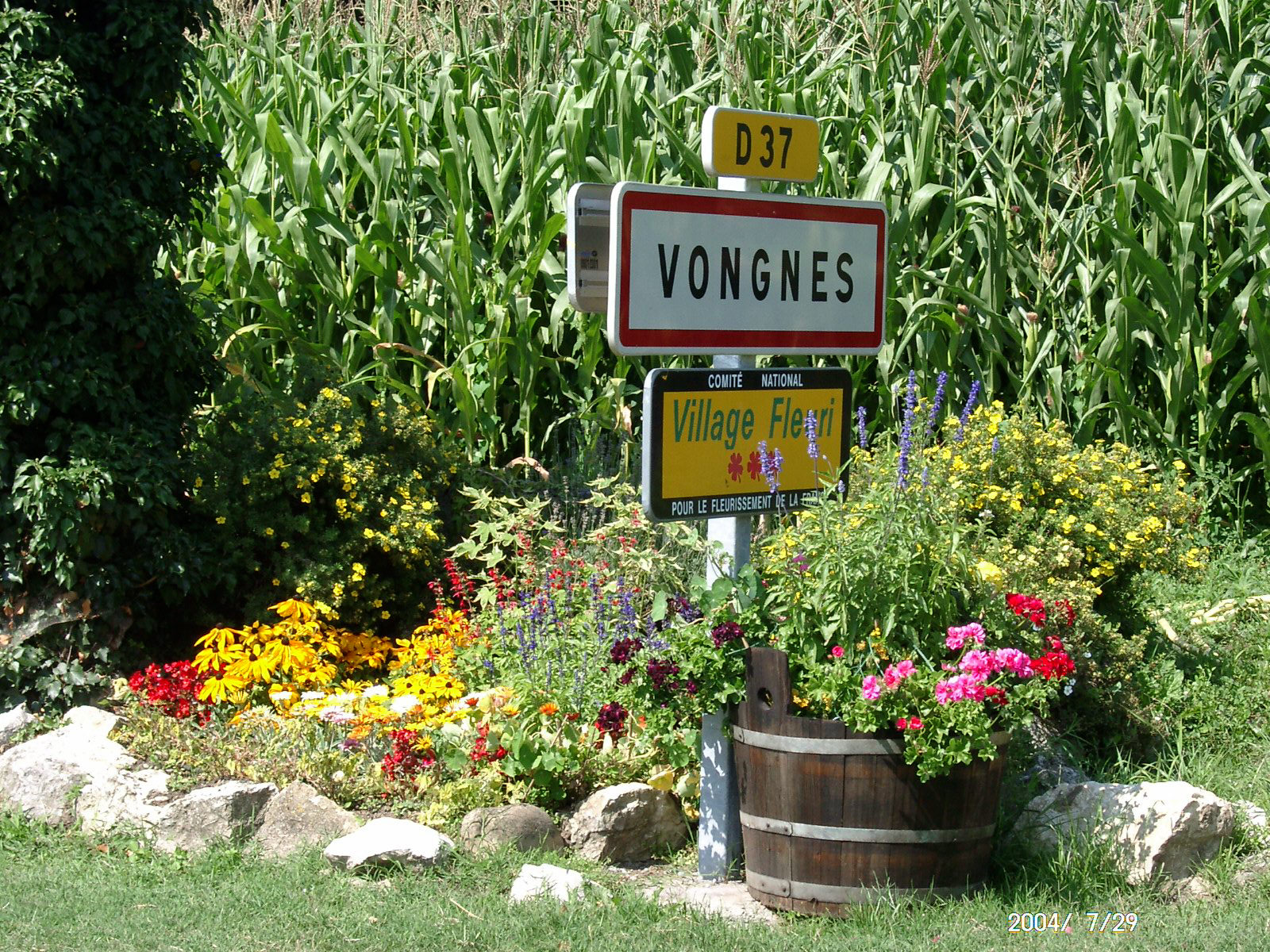
Vongnes, village fleuri

Der Conseil national des villes et villages fleuris (CNVVF; deutsch Nationalrat der beblümten Städte und Dörfer) ist ein im Jahr 1972 unter dem Namen Comité national pour le fleurissement de la France (deutsch Nationales Komitee zur Beblumung Frankreichs) gegründeter, im Jahre 2001 umbenannter gemeinnütziger Verein mit Sitz in Paris, dessen erklärtes Ziel es ist, die französischen Stadt- und Landgemeinden dazu anzuregen, das Lebensumfeld ihrer Bewohner zu verschönern und den Empfang von Touristen zu begünstigen.
Ihm obliegt die Ausschreibung des französischen Wettbewerbes Concours des villes et villages fleuris, dem in Deutschland der Bundeswettbewerb Unser Dorf hat Zukunft (früher: Unser Dorf soll schöner werden) entspricht. Im Rahmen dieses Wettbewerbes kürt der CNVVF den Sieger mit dem Grand Prix, der mit der Verleihung des Prädikats villes et villages fleuris verbunden ist.

## Geschichte
Die Ursprünge des heutigen CNVVF gehen auf eine Initiative des ehemaligen Ministers für Hoch- und Tiefbau, Transportwesen und Tourismus, Robert Buron, zurück. Er beauftragte im Jahr 1959 Jean Sainteny, Leiter des Commissariat Général au Tourisme von 1959 bis 1962, mit der Gründung einer Dienststelle, die die französische Bevölkerung zu der Ausschmückung ihrer Städte, Dörfer, Häuser und Bauernhöfe anregen sollte. An dem noch im gleichen Jahr veranstalteten ersten Wettbewerb beteiligten sich rund 600 Gemeinden. Im Jahr 1972 schrieben sich 5.300 Teilnehmer ein, im Jahr 1993 stieg ihre Anzahl auf mehr als 10.000, im Jahr 2003 auf 12.000.

## Organisation
Dem noch immer unter dem Vorsitz des französischen Staatssekretärs für Tourismus stehenden Verwaltungsrat des CNVV gehören Vertreter des Staates an, insbesondere des Staatssekretariats für Tourismus sowie der für Landwirtschaft, Fischerei, Umwelt und Kultur zuständigen Ministerien, aber auch Vertreter regionaler Körperschaften, professionelle Gärtner und Landschaftsgestalter und Mitglieder von Organisationen des Fremdenverkehrs. Unter ihrer Aufsicht ergreift und ermutigt der Verein jegliche Maßnahme, die zum Ausbau von Grünanlagen und zur Verbesserung der Lebensqualität beiträgt und leistet die erforderliche Öffentlichkeitsarbeit. Den seit 1959 veranstalteten Wettbewerb der villes et villages organisiert der CNVVF seit dem Jahr 1988 in enger Zusammenarbeit mit den französischen Regionen, Départements und Gemeinden.
Das Budget wird vom Staatssekretariat für Tourismus, vom Ministerium für Landwirtschaft und Fischerei, von der Organisation VINIFLHOR (einem Zusammenschluss von Betrieben, die im Obst-, Gemüse-, Wein- und Blumensektor tätig sind), von diversen anderen Partnern und durch die Beiträge der CNVVF-Mitglieder getragen.

## Wettbewerb
Der Wettbewerb wird auf nationaler Ebene ausgetragen, die Teilnahme ist kostenlos und steht jeder französischen Gemeinde frei. Im Jahr 2004 beteiligten sich knapp 12.000 Gemeinden oder etwa ein Drittel aller Gemeinden Frankreichs.
In der Skala der Bewertungskriterien wird zu 50 Prozent die Begrünung der Gemeinde (Bäume, Buschwerk, Blumen) berücksichtigt, zu 30 Prozent die Bemühungen der Gemeinde um die Verbesserung des Lebensumfeldes (Sauberkeit, Verschönerungen, Eindämmung der Werbeflächen, Beteiligung der Bevölkerung an der Beblumung, Schonung der Umwelt), und zu 20 Prozent die Animation und die Unterstreichung der touristischen Vorzüge.
Die Entgegennahme der Kandidaturen erfolgt durch Vertreter des Départements. Diese treffen eine erste Auswahl für die Teilnahme an dem regionalen Wettbewerb, dessen Gewinner mit einer oder mehreren Blumen, dem Symbol der villes et villages fleuris ausgezeichnet werden. Das stilisierte Blumensymbol dient gleichzeitig der Klassifizierung und schmückt die in der Regel am Ortseingang aufgestellte Tafel. Verliehen werden auf regionaler Ebene maximal drei Blumen. Die regionale Jury entscheidet, welche Kandidaten sich um die vierte Blume bewerben dürfen, die so wie der Grand Prix von der nationalen, vom CNVVF delegierten Jury verliehen wird.
Neben der Verleihung der Blumen und des Grand Prix werden folgende Auszeichnungen vergeben:
- Prix spécial des gares (Sonderpreis für Bahnhöfe)
- Prix de décor de potagers (Preis für die Ausschmückung von Gemüsegärten)
- Prix de fleurissement des jardins familiaux collectifs (Preis für die Beblumung von kollektiven Familiengärten)
- Prix national de l’arbre (Nationaler Preis des Baumes)

## Preisträger
Im Jahr 2005 trugen 2.806 Gemeinden die Auszeichnung ville fleurie oder village fleuri, davon waren ausgezeichnet:
- 196 Gemeinden mit vier Blumen (einschließlich 70 Grands Prix)
- 644 Gemeinden mit drei Blumen
- 885 Gemeinden mit zwei Blumen
- 1.081 Gemeinden mit einer Blume

### Prämierte Städte, Dörfer und Gemeindeverbände mit der Höchstwertung (vier Blumen)
| Region                     | Städte, Dörfer, Gemeindeverbände |
| -------------------------- | --- |
| Auvergne-Rhône-Alpes       | Aix-les-Bains, Annecy, Annemasse, Caluire-et-Cuire, Chambœuf, Chaponnay, Châtillon-sur-Chalaronne, Divonne-les-Bains, Écully, Évian-les-Bains, Lyon, Megève, Montelier, Morestel, Nances, Saint-Galmier, Saint-Gervais-les-Bains, Saint-Vulbas, Valence, Vénissieux, Vichy, Vonnas, Yvoire |
| Bourgogne-Franche-Comté    | Beaune, Belfort, Chalon-sur-Saône, Châtenoy-le-Royal, Éhuns, Luze, Mâcon, Mandeure, Moffans-et-Vacheresse, Montbéliard, Nevers, Noidans-lès-Vesoul, Paray-le-Monial, Quetigny, Rougegoutte, Sens |
| Bretagne                   | Bédée, Brest, Caudan, Cesson-Sévigné, Chartres-de-Bretagne, Châteaugiron, Coglès, Dinard, Domloup, Fouesnant, Fougères, Josselin, La Gacilly, La Vraie-Croix, Lannion, Le Guerno, Le Rheu, Lorient, Louargat, Loudéac, Mellé, Missiriac, Perros-Guirec, Pleudihen-sur-Rance, Plouharnel, Pontrieux, Quimper, Rochefort-en-Terre, Roscoff, Saint-Brieuc, Saint-Germain-en-Coglès, Saint-Gilles-Vieux-Marché, Saint-Juvat, Saint-Launeuc, Vannes, Vitré |
| Centre-Val de Loire        | Aubigny-sur-Nère, Avoine, Blois, Bourges, Chartres, Châteauroux, Chédigny, Dreux, Joué-lès-Tours, Montargis, Moutiers, Olivet, Orléans, Ormes, Pierrefitte-sur-Sauldre, Quiers-sur-Bézonde, Saint-Cyr-en-Val, Saint-Cyr-sur-Loire, Tours, Vendôme, Veuil, Yèvre-le-Châtel |
| Grand Est                  | Baconnes, Beaulieu-en-Argonne, Bergheim, Bischheim, Bitche, Chamery, Colmar, Colombé-le-Sec, Dambach-la-Ville, Dieffenbach-lès-Wœrth, Drusenheim, Eguisheim, Épernay, Épinal, Gélaucourt, Guebwiller, Haussignémont, Haussimont, Hirsingue, Hirtzbach, Hohwiller, Holtzheim, Huningue, Illkirch-Graffenstaden, Itterswiller, Lunéville, Marckolsheim, Masevaux-Niederbruck, Mattstall, Metz, Montigny-lès-Metz, Mourmelon-le-Grand, Mulhouse, Nancy, Neuville-sur-Seine, Nogent-sur-Seine, Oger, Reims, Ribeauvillé, Rilly-la-Montagne, Rollainville, Rombas, Saint-Brice-Courcelles, Saint-Martin-sur-le-Pré, Sarreguemines, Sausheim, Semide, Soultzmatt, Thionville, Toul, Troyes, Vandœuvre-lès-Nancy, Vaux-Villaine, Vittel |
| Hauts-de-France            | Amiens, Bailleul-sur-Thérain, Beauvais, Berck-sur-Mer, Boubers-sur-Canche, Boulogne-sur-Mer, Boussières-sur-Sambre, Calais, Caudry, Compiègne, Conchy-sur-Canche, Crépy-en-Valois, Douai, Dunkerque, Ébouleau, Étaples-sur-Mer, Forest-l’Abbaye, Gauchy, Grande-Synthe, Gravelines, Guyencourt-Saulcourt, Lambersart, Le Touquet-Paris-Plage, Longuevillette, Mons-Boubert, Montreuil-sur-Mer, Rémérangles, Roubaix, Saint-Josse, Saint-Valery-sur-Somme, Senlis, Tourcoing, Valenciennes |
| Île-de-France              | Aulnay-sous-Bois, Bois-Colombes, Cachan, Claye-Souilly, Courbevoie, Créteil, Évry-Courcouronnes, Gagny, Le Plessis-Robinson, Levallois-Perret, Livry-Gargan, Maisons-Alfort, Meaux, Melun, Meudon, Moussy-le-Neuf, Puteaux, Rueil-Malmaison, Rungis, Sainte-Geneviève-des-Bois, Soisy-sous-Montmorency, Vélizy-Villacoublay, Versailles |
| Korsika (Corse)            | Lama |
| Normandie                  | Bagnoles de l’Orne Normandie, Cabourg, Caen, Cherbourg-en-Cotentin, Eu, Évreux, Honfleur, Les Hauts-de-Caux, Lyons-la-Forêt, Mesnières-en-Bray, Montville, Pont-Audemer, Pont-l’Évêque, Port-Jérôme-sur-Seine, Saint-Fraimbault |
| Nouvelle-Aquitaine         | Angoulême, Blanquefort, Bordeaux Métropole (Gemeindeverband), Cognac, Dax, Hagetmau, Mimizan, Pau, Périgueux, Rochechouart, Royan, Saint-Benoît, Saint-Hilaire-les-Places, Saintes, Terrasson-Lavilledieu, Thouars |
| Okzitanien                 | Albi, Alès, Auch, Béziers, Blaziert, Cayriech, Fraisse-sur-Agout, Lectoure, Nîmes, Ordan-Larroque, Perpignan, Roques, Tarbes |
| Pays de la Loire           | Angers, Aubigné-sur-Layon, Avrillé, Carquefou, Changé, Château-Gontier-sur-Mayenne, Chenillé-Changé, Cholet, Cogners, Coulaines, Juvigné, La Baule-Escoublac, La Cropte, La Haie-Fouassière, La Roche-sur-Yon, Lassay-les-Châteaux, Les Lucs-sur-Boulogne, Mouchamps, Nantes, Notre-Dame-de-Monts, Pornichet, Saint-Brévin-les-Pins, Saint-Jean-de-Monts, Saint-Loup-du-Gast, Sainte-Gemmes-sur-Loire, Trélazé |
| Provence-Alpes-Côte d’Azur | Antibes, Bormes-les-Mimosas, Cannes, Cassis, Gréoux-les-Bains, Hyères, Istres, Le Lavandou, Menton, Nizza (Nice), Sanary-sur-Mer |

## Europäischer Wettbewerb
Die Preisträger des französischen Concours des villes et villages fleuris treten mit den Preisträgern von zehn weiteren europäischen Ländern in den Entente Florale Europe betitelten freundschaftlichen Wettstreit. Beteiligt sind neben Frankreich: Deutschland, Österreich, Belgien, Kroatien, Ungarn, Irland, die Niederlande, Tschechien, das Vereinigte Königreich und Slowenien.